# Санта-Кулома-де-Граманет
Са́нта-Куло́ма-де-Ґрамане́т (кат. Santa Coloma de Gramenet, МФА: [ˈsantə kuˈɫomə ðə ɣɾəməˈnɛt]) — місто, розташоване в Автономній області Каталонія в Іспанії.
Розташоване у районі (кумарці) Барсалунес провінції Барселона, згідно з новою адміністративною реформою перебуватиме у складі багарії Барселона.

## Населення
Населення міста (у 2007 р.) становить 116 765 осіб (з них менше 14 років — 13 %, від 15 до 64 — 71,1 %, понад 65 років — 15,8 %). У 2006 р. народжуваність склала 1.437 осіб, смертність — 854 осіб, приріст населення склав 498
осіб. У 2001 р. активне населення становило 55.846 осіб, з них безробітних — 7.008 осіб. 

Серед осіб, які проживали на території міста у 2001 р., 60.634 осіб народилися в Каталонії (з них
58.045 осіб у тому самому районі, або кумарці), 46.686 осіб приїхало з інших областей Іспанії, а 5.672 особи приїхало з-за кордону. 

Університетську освіту має 6,4 % усього населення. 

У 2001 р. нараховувалося 39.429 домогосподарств (з них 15,7 % складалися з однієї особи, 27,9 % з двох осіб,
25,3 % з 3 осіб, 22,2 % з 4 осіб, 6,2 % з 5 осіб, 1,7 % з 6 осіб, 0,6 % з 7 осіб, 0,2 % з 8 осіб і 0,2 % з 9 і більше осіб).

Активне населення міста у 2001 р. працювало у таких сферах діяльності: у сільському господорстві — 0,4 %, у промисловості — 25,9 %, на будівництві — 13,3 % і у сфері обслуговування — 60,5 %. 

 У муніципалітеті або у власному районі (кумарці) працює 19.205 осіб, поза районом — 36.325 осіб.

### Доходи населення
У 2002 р. доходи населення розподілялися таким чином :
| \| Доходи населення за статтями доходів \| Доходи населення за статтями доходів \| Доходи населення за статтями доходів \| \| Рік \| 2002 р. \| 2001 р. \| \| ------------------------------------ \| ------------------------------------ \| ------------------------------------ \| \| Заробітна платня \| 64,1 % \| 65,6 % \| \| Доходи від ведення бізнесу \| 15,1 % \| 14,7 % \| \| Соціальна допомога \| 20,7 % \| 19,7 % \| |         |         |
| Доходи населення за статтями доходів |         |         |
| Рік | 2002 р. | 2001 р. |
| Заробітна платня | 64,1 %  | 65,6 %  |
| Доходи від ведення бізнесу | 15,1 %  | 14,7 %  |
| Соціальна допомога | 20,7 %  | 19,7 %  |

### Безробіття
У 2007 р. нараховувалося 4.879 безробітних (у 2006 р. — 5.394 безробітних), з них чоловіки становили 44,2 %, а жінки — 55,8 %.

## Економіка
У 1996 р. валовий внутрішній продукт розподілявся по сферах діяльності таким чином :
| \| Валовий внутрішній продукт \| Валовий внутрішній продукт \| Валовий внутрішній продукт \| \| Рік \| 1996 р. \| 1991 р. \| \| -------------------------- \| -------------------------- \| -------------------------- \| \| Сільське господарство \| 0,2 % \| 0,2 % \| \| Промисловість \| 21,9 % \| 22 % \| \| Будівництво \| 8 % \| 12,1 % \| \| Послуги \| 69,8 % \| 65,6 % \| |         |         |
| Валовий внутрішній продукт |         |         |
| Рік | 1996 р. | 1991 р. |
| Сільське господарство | 0,2 %   | 0,2 %   |
| Промисловість | 21,9 %  | 22 %    |
| Будівництво | 8 %     | 12,1 %  |
| Послуги | 69,8 %  | 65,6 %  |

### Підприємства міста
Промислові підприємства.
| \| Промислові підприємства міста, за сферою діяльності \| Промислові підприємства міста, за сферою діяльності \| Промислові підприємства міста, за сферою діяльності \| \| Рік \| 2002 р. \| 2001 р. \| \| --------------------------------------------------- \| --------------------------------------------------- \| --------------------------------------------------- \| \| Енергетичні та водні ресурси \| 0,3 % \| 0,2 % \| \| Хімія та метали \| 2,3 % \| 2,1 % \| \| Переробка металів \| 18,4 % \| 19,3 % \| \| Продукти харчування \| 3,6 % \| 4,0 % \| \| Текстиль \| 52,6 % \| 51,0 % \| \| Виробництво меблів, видання \| 18,6 % \| 18,5 % \| \| Інше \| 4,2 % \| 5,0 % \| \| Усього підприємств \| 576 \| 606 \| |         |         |
| Промислові підприємства міста, за сферою діяльності |         |         |
| Рік | 2002 р. | 2001 р. |
| Енергетичні та водні ресурси | 0,3 %   | 0,2 %   |
| Хімія та метали | 2,3 %   | 2,1 %   |
| Переробка металів | 18,4 %  | 19,3 %  |
| Продукти харчування | 3,6 %   | 4,0 %   |
| Текстиль | 52,6 %  | 51,0 %  |
| Виробництво меблів, видання | 18,6 %  | 18,5 %  |
| Інше | 4,2 %   | 5,0 %   |
| Усього підприємств | 576     | 606     |

Роздрібна торгівля.
| \| Підприємства роздрібної торгівлі міста, за сферою діяльності \| Підприємства роздрібної торгівлі міста, за сферою діяльності \| Підприємства роздрібної торгівлі міста, за сферою діяльності \| \| Рік \| 2002 р. \| 2001 р. \| \| ------------------------------------------------------------ \| ------------------------------------------------------------ \| ------------------------------------------------------------ \| \| Продукти харчування \| 35,6 % \| 36,1 % \| \| Одяг та взуття \| 24,3 % \| 24,5 % \| \| Товари для дому \| 14,0 % \| 13,5 % \| \| Книги та періодичні видання \| 3,2 % \| 3,1 % \| \| Промислова хімічна продукція \| 7,2 % \| 7,4 % \| \| Продукція, пов'язана з транспортними засобами \| 2,9 % \| 2,9 % \| \| Інше \| 12,9 % \| 12,5 % \| \| Усього підприємств \| 1.668 \| 1.761 \| |         |         |
| Підприємства роздрібної торгівлі міста, за сферою діяльності |         |         |
| Рік | 2002 р. | 2001 р. |
| Продукти харчування | 35,6 %  | 36,1 %  |
| Одяг та взуття | 24,3 %  | 24,5 %  |
| Товари для дому | 14,0 %  | 13,5 %  |
| Книги та періодичні видання | 3,2 %   | 3,1 %   |
| Промислова хімічна продукція | 7,2 %   | 7,4 %   |
| Продукція, пов'язана з транспортними засобами | 2,9 %   | 2,9 %   |
| Інше | 12,9 %  | 12,5 %  |
| Усього підприємств | 1.668   | 1.761   |

Сфера послуг.
| \| Підприємства міста, що працюють у сфері послуг, за діяльністю \| Підприємства міста, що працюють у сфері послуг, за діяльністю \| Підприємства міста, що працюють у сфері послуг, за діяльністю \| \| Рік \| 2002 р. \| 2001 р. \| \| ------------------------------------------------------------- \| ------------------------------------------------------------- \| ------------------------------------------------------------- \| \| Гуртова торгівля \| 4,0 % \| 3,9 % \| \| Готелі та готельний бізнес \| 20,3 % \| 20,6 % \| \| Транспорт та зв'язок \| 41,1 % \| 41,2 % \| \| Посередницькі фінансові послуги \| 3,8 % \| 3,8 % \| \| Послуги підприємствам \| 2,1 % \| 2,1 % \| \| Послуги фізичним особам \| 23,2 % \| 22,9 % \| \| Нерухомість та ін. \| 5,5 % \| 5,5 % \| \| Усього підприємств \| 2.778 \| 2.839 \| |         |         |
| Підприємства міста, що працюють у сфері послуг, за діяльністю |         |         |
| Рік | 2002 р. | 2001 р. |
| Гуртова торгівля | 4,0 %   | 3,9 %   |
| Готелі та готельний бізнес | 20,3 %  | 20,6 %  |
| Транспорт та зв'язок | 41,1 %  | 41,2 %  |
| Посередницькі фінансові послуги | 3,8 %   | 3,8 %   |
| Послуги підприємствам | 2,1 %   | 2,1 %   |
| Послуги фізичним особам | 23,2 %  | 22,9 %  |
| Нерухомість та ін. | 5,5 %   | 5,5 %   |
| Усього підприємств | 2.778   | 2.839   |

## Житловий фонд
У 2001 р. 21,6 % усіх родин (домогосподарств) мали житло метражем до 59 м², 67,6 % — від 60 до 89 м², 8,7 % — від 90 до 119 м² і
2,1 % — понад 120 м².

З усіх будівель у 2001 р. 28 % було одноповерховими, 18,2 % — двоповерховими, 9 % — триповерховими, 9,3 % — чотириповерховими, 26,1 % — п'ятиповерховими, 4,5 % — шестиповерховими,
4,1 % — семиповерховими, 1 % — з вісьмома та більше поверхами.

## Автопарк
| \| Автомобілі, зареєстровані у місті, за призначенням \| Автомобілі, зареєстровані у місті, за призначенням \| Автомобілі, зареєстровані у місті, за призначенням \| \| Рік \| 2006 р. \| 2005 р. \| \| -------------------------------------------------- \| -------------------------------------------------- \| -------------------------------------------------- \| \| Приватні автомобілі \| 76,4 % \| 77,6 % \| \| Мотоцикли \| 9,2 % \| 8,1 % \| \| Вантажівки \| 12,8 % \| 12,8 % \| \| Трактори \| 0,3 % \| 0,3 % \| \| Автобуси та ін. \| 1,4 % \| 1,3 % \| \| Усього автомобілів \| 53.927 шт. \| 54.126 шт. \| |            |            |
| Автомобілі, зареєстровані у місті, за призначенням |            |            |
| Рік | 2006 р.    | 2005 р.    |
| Приватні автомобілі | 76,4 %     | 77,6 %     |
| Мотоцикли | 9,2 %      | 8,1 %      |
| Вантажівки | 12,8 %     | 12,8 %     |
| Трактори | 0,3 %      | 0,3 %      |
| Автобуси та ін. | 1,4 %      | 1,3 %      |
| Усього автомобілів | 53.927 шт. | 54.126 шт. |

## Вживання каталанської мови
У 2001 р. каталанську мову у місті розуміли 86,4 % усього населення (у 1996 р. — 86,8 %), вміли говорити нею 53,1 % (у 1996 р. — 52,2 %), вміли читати 56 % (у 1996 р. — 52,6 %), вміли писати 34,6 % (у 1996 р. — 32,6 %). Не розуміли каталанської мови 13,6 %.

## Політичні уподобання
У виборах до Парламенту Каталонії у 2006 р. взяло участь 37.558 осіб (у 2003 р. — 48.141 осіб). Голоси за політичні сили розподілилися таким чином:
| \| Вибори до Парламенту Каталонії \| Вибори до Парламенту Каталонії \| Вибори до Парламенту Каталонії \| \| Рік \| 2006 р. \| 2003 р. \| \| -------------------------------------- \| ------------------------------ \| ------------------------------ \| \| Конвергенція та Єднання (CiU) \| 17,1 % \| 17 % \| \| Соціалістична партія Каталонії (PSC) \| 44,8 % \| 50,1 % \| \| Народна партія (PP) \| 13,5 % \| 13,4 % \| \| Ініціатива за зелену Каталонію (IC) \| 10,5 % \| 10,5 % \| \| Республіканська лівиця Каталонії (ERC) \| 6,5 % \| 6,7 % \| \| Громадянська партія (C's) \| 4,9 % \| 0,0 % \| \| Інші \| 2,8 % \| 2,1 % \| |         |         |
| Вибори до Парламенту Каталонії |         |         |
| Рік | 2006 р. | 2003 р. |
| Конвергенція та Єднання (CiU) | 17,1 %  | 17 %    |
| Соціалістична партія Каталонії (PSC) | 44,8 %  | 50,1 %  |
| Народна партія (PP) | 13,5 %  | 13,4 %  |
| Ініціатива за зелену Каталонію (IC) | 10,5 %  | 10,5 %  |
| Республіканська лівиця Каталонії (ERC) | 6,5 %   | 6,7 %   |
| Громадянська партія (C's) | 4,9 %   | 0,0 %   |
| Інші | 2,8 %   | 2,1 %   |

У муніципальних виборах у 2007 р. взяло участь 36.905 осіб (у 2003 р. — 47.234 осіб). Голоси за політичні сили розподілилися таким чином:
| \| Муніципальні вибори \| Муніципальні вибори \| Муніципальні вибори \| \| Рік \| 2007 р. \| 2003 р. \| \| -------------------------------------- \| ------------------- \| ------------------- \| \| Конвергенція та Єднання (CiU) \| 6,3 % \| 8,3 % \| \| Соціалістична партія Каталонії (PSC) \| 54,9 % \| 54,7 % \| \| Народна партія (PP) \| 12,6 % \| 14,2 % \| \| Ініціатива за зелену Каталонію (IC) \| 12,4 % \| 18,3 % \| \| Республіканська лівиця Каталонії (ERC) \| 3,7 % \| 3,9 % \| \| Громадянська партія (C's) \| 0,0 % \| 0,0 % \| \| Інші \| 10,2 % \| 0,6 % \| |         |         |
| Муніципальні вибори |         |         |
| Рік | 2007 р. | 2003 р. |
| Конвергенція та Єднання (CiU) | 6,3 %   | 8,3 %   |
| Соціалістична партія Каталонії (PSC) | 54,9 %  | 54,7 %  |
| Народна партія (PP) | 12,6 %  | 14,2 %  |
| Ініціатива за зелену Каталонію (IC) | 12,4 %  | 18,3 %  |
| Республіканська лівиця Каталонії (ERC) | 3,7 %   | 3,9 %   |
| Громадянська партія (C's) | 0,0 %   | 0,0 %   |
| Інші | 10,2 %  | 0,6 %   |

## Відомі особистості
В поселенні народилася:
- Карме Кортес (1892—1979) — іспанська художниця.